# Europese kampioenschappen karate (IKO Matsushima)
De Europese kampioenschappen kyokushin karate zijn door de International Karate Organisation Matsushima (IKO Matsushima) georganiseerde kampioenschappen voor karateka's.

## Geschiedenis
De eerste editie vond plaats in 1999 in Hongarije.

## Edities
| Editie | Jaar | Locatie                |
| ------ | ---- | ---------------------- |
| 1      | 1999 | ? (Hongarije)          |
| 2      | 2001 | Barcelona (Spanje)     |
| 3      | 2003 | Antwerpen (België)     |
| 4      | 2005 | Warschau (Polen)       |
| 5      | 2007 | Kiëv (Oekraïne)        |
| 6      | 2009 | Lecce (Italië)         |
| 7      | 2011 | Eger (Hongarije)       |
| 8      | 2013 | Donetsk (Oekraïne)     |
| 9      | 2015 | Lund (Zweden)          |
| 10     | 2017 | Santa Susanna (Spanje) |